# Mark Wright (futbolista)
Mark Wright (Dorchester, Inglaterra, 1 de agosto de 1963) es un exfutbolista y entrenador inglés que jugaba de defensa central. Actualmente se encuentra libre tras su paso como segundo entrenador en el Southport Football Club.

## Carrera internacional
Bobby Robson descubrió el potencial de Wright cuando este aún jugaba en el Southampton FC, haciendo su debut en 1984 en un amistoso contra Gales.
El único gol de Wright con Inglaterra resultó tener una importancia mayúscula. En la Copa Mundial de 1990, los ingleses se jugaban la clasificación contra Egipto, fue entonces cuando, en un libre indirecto, Paul Gascoigne envió alta una pelota que fue cabeceada por Wright al fondo de la portería de la selección africana.

## Carrera posterior a su retiro
Desde su retiro como futbolista en 1998, Wright ha trabajado como entrenador de fútbol, comentarista deportivo y empresario. Ha tenido tres etapas como entrenador del Chester City, y en la primera de ellas logró devolver al club a la Football League como campeón de la Football Conference, tras cuatro años de ausencia. También ha dirigido al Peterborough United, Oxford United y Southport. Es un comentarista habitual en LFC TV, el canal oficial de televisión del Liverpool, y utiliza su experiencia como padre de acogida y embajador para promover la participación de más personas en la ayuda a niños necesitados. Junto con Michael Owen, otro exjugador del Liverpool y de la selección inglesa, Wright es cofundador de Red Sports, una empresa con sede en Liverpool especializada en escuelas de fútbol y programas de formación para entrenadores en China. Wright también fundó Premier Legends, una empresa que ofrece a los aficionados de todo el mundo la oportunidad de participar en giras por estadios, partidos de exhibición, torneos de golf, cenas y sesiones de preguntas y respuestas con exjugadores de la selección inglesa y de la Premier League.

## Clubes
| Club           | País       | Año         | Partidos | Goles |
| Oxford United  | Inglaterra | 1980 - 1982 | 10       | 0     |
| Southampton FC | Inglaterra | 1982 - 1987 | 170      | 7     |
| Derby County   | Inglaterra | 1987 - 1991 | 144      | 10    |
| Liverpool FC   | Inglaterra | 1991 - 1998 | 160      | 5     |

## Palmarés
Liverpool FC
- FA Cup: 1992